# Marcel Rapp
Marcel Rapp (* 16. April 1979 in Pforzheim) ist ein deutscher Fußballtrainer und ehemaliger Fußballspieler. Er ist seit Anfang Oktober 2021 Cheftrainer von Holstein Kiel.

## Karriere als Spieler
Vor seiner Zeit als Profi spielte Marcel Rapp bei den Junioren des Karlsruher SC, beim VfR Pforzheim und bei seinem Heimatverein, dem 1. FC Ersingen. Rapp bestritt beim KSC insgesamt acht Partien in der 2. Bundesliga, ein weiterer Zweitligaeinsatz kam im Jahr 2000 für Rot-Weiß Oberhausen hinzu. In den folgenden Jahren spielte er u. a. für den FC Carl Zeiss Jena und den SC Pfullendorf in der Regionalliga Süd. Dort kam Rapp insgesamt zu 242 Einsätzen und erzielte vierzehn Tore.

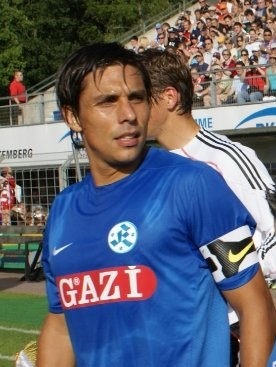
Marcel Rapp als Spieler der Stuttgarter Kickers

In der Saison 2007/08 spielte er in der Regionalliga Süd für die Stuttgarter Kickers und qualifizierte sich mit der Mannschaft für die neugegründete 3. Profiliga. In der darauffolgenden Saison stieg Rapp mit den Stuttgarter Kickers in die Regionalliga Süd ab. Seit dem Sommer 2009 war er Kapitän der Kickers-Mannschaft, verließ aber am Ende der Saison 2010/11 den Verein und schloss sich in der folgenden Spielzeit dem FC Nöttingen in der Oberliga Baden-Württemberg an. In der Saison 2012/13 fungierte Rapp nicht nur als Spieler, sondern auch als Co-Trainer des FCN.

## Karriere als Trainer
Im Januar 2013 wurde Rapp unter Jens Rasiejewski Co-Trainer der B1-Junioren (U17) der TSG 1899 Hoffenheim. Zur Saison 2013/14 übernahm er die B2-Junioren (U16) als Cheftrainer und betreute diese über zwei Spielzeiten. Zur Saison 2015/16 wurde Rapp Cheftrainer der U17, die in der B-Junioren-Bundesliga spielte. Im März 2017 übernahm Rapp die A-Junioren (U19) von Domenico Tedesco, der zum Zweitligisten FC Erzgebirge Aue wechselte. Die Saison 2017/18 beendete er als Meister der A-Junioren-Bundesliga Staffel Süd/Südwest, scheiterte mit der Mannschaft allerdings im Halbfinale um die gesamtdeutsche Meisterschaft am FC Schalke 04.
Im März 2019 schloss Rapp erfolgreich die Ausbildung zum Fußballlehrer ab.
Am 9. Juni 2020 übernahm Rapp gemeinsam mit dem bisherigen Co-Trainer Matthias Kaltenbach und dem U16-Trainer Kai Herdling die Bundesligamannschaft von Alfred Schreuder, die zu diesem Zeitpunkt nach dem 30. Spieltag der Saison 2019/20 mit 43 Punkten auf dem 7. Platz stand. Der Verein bezeichnete die Übergangsregelung als „Teamlösung“. Rapp war zwar der Einzige, der über die Fußballlehrer-Lizenz verfügt, offizieller Cheftrainer war allerdings Kaltenbach. Das Trainerteam gewann 3 der letzten 4 Spiele und schloss die Saison auf dem 6. Platz ab, womit man sich direkt für die Europa League qualifizierte. Zur Saison 2020/21 kehrte Rapp zur U19 zurück. Die Spielzeit wurde aufgrund der COVID-19-Pandemie ab November 2020 nicht mehr fortgeführt. Somit umfasste die Saison lediglich 4 Spiele.
Anfang Oktober 2021 übernahm Rapp den Zweitligisten Holstein Kiel als Nachfolger des Interimstrainers Dirk Bremser, der die Mannschaft nach dem Rücktritt von Ole Werner für 2 Spiele betreut hatte. Er unterschrieb einen Vertrag bis zum 30. Juni 2024. Zum Zeitpunkt seiner Übernahme stand Holstein Kiel nach dem 9. Spieltag der Saison 2021/22 nach 2 Siegen, 2 Unentschieden und 5 Niederlagen mit 8 Punkten auf dem 15. Platz. Zum Saisonende reichte es zum neunten Tabellenplatz, dem am Ende der folgenden Spielzeit der achte Tabellenrang folgte. In der Saison 2023/24 erreichte Rapp mit dem Verein zum zweiten Mal in der Vereinsgeschichte die Zweitliga-Herbstmeisterschaft. Am Ende der Saison erreichte er mit seiner Mannschaft den 2. Tabellenplatz und somit den ersten Bundesligaaufstieg in der Vereinsgeschichte von Holstein Kiel. Sein Vertrag mit Kiel wurde bereits im Oktober 2023 um zwei weitere Jahre verlängert. Im April 2025 hat Rapp seinen Vertrag bis 2028 verlängert. 

## Erfolge als Trainer
- Aufstieg in die Bundesliga: 2024
- Meister der A-Junioren-Bundesliga Süd/Südwest: 2018

## Auszeichnungen (Auswahl)
- 2024: Sportplakette des Landes Schleswig-Holstein für das Erreichen des Bundesligaaufstiegs 2023/24 mit Holstein Kiel als ersten Bundesligisten aus Schleswig-Holstein[9]